# Vodojem Nesměň
Věžový vodojem stojí v severozápadní části obce Nesměň v okrese České Budějovice. Spolu s vodojemem v Něchov byli součástí besednického skupinového vodovodu. Vodojem je technická stavba bez památkové ochrany.

## Historie
V letech 1924 až 1927 byl postaven obcemi Něchov, Nesměň, Besednice a Todně skupinový vodovod, který využíval pramen na svazích Besednické hory a gravitačním způsobem přiváděl vodu do obcí Něchov a Nesměň. V těchto obcích byly postaveny nadzemní vodojemy, které byly mezi sebou propojeny a byly přibližně ve stejné nadmořské výšce. Z těchto vodojemů byla voda rozváděna do příslušných obcí. Na výstavbě besednického skupinového vodovodu se podílely firmy Kress a Lanna z Prahy. Celkem bylo včetně subvencí státu vynaloženo více než 1,5 milionů korun.
Výstavbu vodojemu v Něchově provedla firma Lanna Praha. Vodojem v Nesměni postavila firma Kress Praha v roce 1926 v severozápadní části obce na nejvyšším místě nad školou. Návrh výstavby vodojemů skupinového vodovodu vypracoval ing. Františka Doskočila z Trhových Svinů. Zkušební provoz byl zahájen v srpnu 1928 a kolaudace proběhla až v květnu 1929. Náklad na výstavbu vodojemu činil 38 703 Kč. S uvedením vodovodu do provozu bylo v obci k dispozici deset hydrantů a jeden výtokový stojan, které byly postaveny v roce 1925.

## Popis
Vodojem je nadzemní stavba tvořena dvěma propojenými stavbami. Jedna na půdorysu čtverce postavená z opracovaného lomového kamene s valbovou střechou a druhá na kruhovém půdorysu z betonu s kuželovou střechou. Nádrž má mírný přesah. Střecha je krytá plechem. V jižním průčelí je vstup s plechovými dveřmi a dvěma okny v patře, která jsou rámována betonovými šambránami, s letopočtem 1925 nade dveřmi. Výška vodojemu je 9,3 m a obsah nádrže na vodu je 75 m³. U vchodu je tabulka s nápisem: STAVBU PROVEDLA KRESS AKC. SPOL. PODNIKATELSKÁ V PRAZE.